# 伊奈川秀和
伊奈川 秀和（いながわ ひでかず、1959年- ）は、日本の官僚・福祉学者、東洋大学教授。

## 人物・来歴
長野県生まれ。1982年東京外国語大学卒業、厚生省入省。経済協力開発機構日本政府代表部一等書記官、保険局国民健康保険課課長補佐、保険局企画課課長補佐、大臣官房政策課課長補佐、九州大学法学部助教授、年金資金運用基金福祉部長、内閣府参事官、内閣官房内閣参事官、社会・援護局保護課長、年金局総務課長、参事官（社会保障担当、内閣府大臣官房少子化・青少年対策審議官、中国四国厚生局長を歴任。2014年全国健康保険協会理事。2016年東洋大学社会学部社会福祉学科教授。2015年「フランス社会保障法の権利構造」で九州大学・法学博士。2023年人口戦略会議実務幹事。

## 著書
- 『フランスに学ぶ社会保障改革』中央法規出版, 2000.3
- 『フランス社会保障法の権利構造』（社会保障法) 信山社, 2010.10
- 『社会保障法における連帯概念 フランスと日本の比較分析』 (社会保障法) 信山社, 2015.9
- 『〈概観〉社会福祉法』信山社, 2018.1
- 『〈概観〉社会保障法総論・社会保険法』信山社, 2018.9
- 『〈概観〉社会福祉・医療運営論』信山社, 2020.10
- 『社会保障の原理と政策 アドミニストレーションと社会福祉』法律文化社, 2021.10

共編著
- 『世界の介護事情』鬼崎信好,増田雅暢共編著. 中央法規出版, 2002.9

## 論文
- <伊奈川秀和